# Associazione Sportiva Casale 1992-1993
Questa voce raccoglie le informazioni riguardanti l'Associazione Sportiva Casale nelle competizioni ufficiali della stagione 1992-1993.

## Divise e sponsor
| 1ª divisa |

## Rosa
| N. |                   | Ruolo | Calciatore           |
| -- | ----------------- | ----- | -------------------- |
|    | Italia (bandiera) | A     | Alessandro Brunetti  |
|    | Italia (bandiera) | C     | Giuseppe Maria Butti |
|    | Italia (bandiera) | A     | Salvatore Calemme    |
|    | Italia (bandiera) | A     | Gianni Califano      |
|    | Italia (bandiera) | A     | Stefano Ceccarelli   |
|    | Italia (bandiera) | P     | Corrado Ciolli       |
|    | Italia (bandiera) | C     | Claudio Col          |
|    | Italia (bandiera) | C     | Davide Cordone       |
|    | Italia (bandiera) |       | Ercolino             |
|    | Italia (bandiera) | A     | Luigi Franzin        |

| N. |                      | Ruolo | Calciatore            |
| -- | -------------------- | ----- | --------------------- |
|    | Italia (bandiera)    | D     | Umberto Izzo          |
|    | Italia (bandiera)    |       | Limonetti             |
|    | Italia (bandiera)    | D     | Stefano Pietro Luxoro |
|    | Italia (bandiera)    | D     | Carmelo Malgeri       |
|    | Italia (bandiera)    | D     | Fabio Paolini         |
|    | Italia (bandiera)    | D     | Francesco Picco       |
|    | Argentina (bandiera) | P     | Hugo Rubini           |
|    | Italia (bandiera)    | C     | Francesco Troise      |
|    | Italia (bandiera)    | C     | Fabio Visca           |
|    | Italia (bandiera)    | A     | Marco Weffford        |

## Risultati

### Campionato

#### Girone di andata
| 13 settembre 1992 1ª giornata | Casale | 0 – 0 | Lecco |  |

| 20 settembre 1992 2ª giornata | Tempio | 0 – 2 | Casale |  |

| 27 settembre 1992 3ª giornata | Centese | 0 – 0 | Casale |  |

| 4 ottobre 1992 4ª giornata | Casale | 2 – 0 | Oltrepò |  |

| 11 ottobre 1992 5ª giornata | Olbia | 1 – 0 | Casale |  |

| 18 ottobre 1992 6ª giornata | Casale | 0 – 2 | Novara |  |

| 25 ottobre 1992 7ª giornata | Pavia | 0 – 1 | Casale |  |

| 1º novembre 1992 8ª giornata | Casale | 0 – 0 | Solbiatese |  |

| 8 novembre 1992 9ª giornata | Casale | 0 – 1 | Giorgione |  |

| 22 novembre 1992 10ª giornata | Fiorenzuola | 0 – 0 | Casale |  |

| 29 novembre 1992 11ª giornata | Casale | 0 – 2 | Mantova |  |

| 6 dicembre 1992 12ª giornata | Varese | 2 – 1 | Casale |  |

| 13 dicembre 1992 13ª giornata | Casale | 1 – 0 | Ospitaletto |  |

| 20 dicembre 1992 14ª giornata | Trento | 0 – 0 | Casale |  |

| 27 dicembre 1992 15ª giornata | Casale | 1 – 0 | Suzzara |  |

| 24 gennaio 1992 16ª giornata | Aosta | 1 – 1 | Casale |  |

| 31 gennaio 1993 17ª giornata | Casale | 3 – 1 | Pergocrema |  |

#### Girone di ritorno
| 7 febbraio 1993 18ª giornata | Lecco | 3 – 0 | Casale |  |

| 14 febbraio 1993 19ª giornata | Casale | 0 – 0 | Tempio |  |

| 21 febbraio 1993 20ª giornata | Casale | 0 – 0 | Centese |  |

| 7 marzo 1993 21ª giornata | Oltrepò | 1 – 3 | Casale |  |

| 14 marzo 1993 22ª giornata | Casale | 0 – 0 | Olbia |  |

| 21 marzo 1993 23ª giornata | Novara | 1 – 1 | Casale |  |

| 28 marzo 1993 24ª giornata | Casale | 1 – 1 | Pavia |  |

| 4 marzo 1993 25ª giornata | Solbiatese | 1 – 1 | Casale |  |

| 18 aprile 1993 26ª giornata | Giorgione | 1 – 1 | Casale |  |

| 25 aprile 1993 27ª giornata | Casale | 2 – 1 | Fiorenzuola |  |

| 2 maggio 1993 28ª giornata | Mantova | 1 – 0 | Casale |  |

| 9 maggio 1993 29ª giornata | Casale | 0 – 1 | Varese |  |

| 16 maggio 1993 30ª giornata | Ospitaletto | 2 – 0 | Casale |  |

| 23 maggio 1993 31ª giornata | Casale | 1 – 0 | Trento |  |

| 30 maggio 1993 32ª giornata | Suzzara | 0 – 4 | Casale |  |

| 6 giugno 1993 33ª giornata | Casale | 0 – 1 | Aosta |  |

| 13 giugno 1993 34ª giornata | Pergocrema | 1 – 2 | Casale |  |